# Ночной мотоциклист
«Ночной мотоциклист» — советский детективный фильм, снятый в 1972 году режиссёром Юлием Слупским по одноимённой повести Виктора Смирнова.

## Сюжет
В маленьком украинском городке Рогатине (в повести в сибирском городе Колодине) совершено убийство инженера Асеева (в повести Осеева). Орудие убийства — нож, принадлежавший местному охотнику Шабашникову. Первоначальное подозрение падает на него.
Очень скоро молодой оперуполномоченный лейтенант Павел Старина, вернувшийся в свой родной Рогатин после армейской службы в авиации, начинает подозревать, что нож и сапоги, использованные при совершении убийства, у Шабашникова похищены специально для создания ложного следа. В день убийства в доме у Шабашникова побывали пятеро; убийцу следует искать среди них. При этом у одного из пятерых, начальника почты Фесенко — алиби, а у другого, тренера секции мотокросса Жаркова, недавно пропал мотоцикл. Лейтенанту Старине при производстве дознания приходится вспомнить своё юношеское увлечение мотокроссом. В результате дознания разоблачён военный преступник, служивший гитлеровцам и скрывшийся после войны от возмездия.

## В ролях
- Николай Олялин — лейтенант Павел Старина
- Николай Гринько — капитан Комаровский
- Константин Степанков — Резник
- Маргарита Кошелева — Лена Самарина
- Олег Жаков — Шабашников
- Александр Мовчан — Жарков
- Степан Крылов — Фесенко
- Станислав Станкевич — Майор Помилуйко
- Владимир Волков — Боровик
- Анатолий Барчук — Следователь прокуратуры Дудицкий
- Виктор Полищук — милиционер

## Съёмочная группа
- Авторы сценария: — Игорь Болгарин, Виктор Смирнов
- Режиссёр-постановщик — Юлий Слупский
- Оператор-постановщик — Николай Журавлёв
- Композитор — Геннадий Гладков
- Текст песен — Михаил Пляцковский